# Asesinato de Shauna Howe
Shauna Melinda Howe (11 de julio de 1981 - 27 de octubre de 1992) fue una niña de 11 años de Oil City, Pensilvania, que fue violada y asesinada en octubre de 1992. El secuestro y asesinato de Howe al ser arrojada desde un puente fue la causa de que las celebraciones de Halloween no se realizaran por 16 años en la Ciudad de Oil City. Un caso muy sonado en Pensilvania, recibió amplia atención de los medios durante más de una década. En septiembre de 2006, Eldred "Ted" Walker, James O'Brien y Timothy O'Brien fueron condenados por participar en el asesinato de Howe.

## Antecedentes
Alrededor de las 8 p. m. del 27 de octubre de 1992, Howe caminaba hacia su casa después de participar en una fiesta de Halloween de las Girl Scouts en Oil City, Pensilvania, cuando fue secuestrada en la esquina de la Calle West First y Calle Reed, a dos cuadras de su casa. Sin embargo, un residente local, Dan Paton, presenció el secuestro, lo que proporcionó a los investigadores detalles de las circunstancias, el secuestrador y el vehículo utilizado para huir.
Dos días después, los investigadores encontraron una pieza de su traje de gimnasia cerca de un lecho de ferrocarril abandonado en una zona boscosa rural en el municipio cercano de Rockland, que fue identificado por su tío como de Shauna. A pesar de una búsqueda en el área el día anterior, el cuerpo de Howe fue encontrado a casi 200 m de donde se encontró la ropa a la mañana siguiente junto con un envoltorio de caramelo muy cerca y sus zapatos en el puente sobre el arroyo. Los secuestradores de Howe la habían arrojado viva desde un puente de caballetes del ferrocarril a un lecho seco y rocoso de un arroyo cerca de Coulter's Hole en Rockland, y había muerto por un traumatismo contundente en la cabeza y el pecho causado por la caída.

## Investigación
El misterio de la desaparición y el asesinato de Howe continuó durante casi diez años hasta que la investigación tuvo un gran avance. En 2002, una muestra de ADN tomada del residente de Oil City, James O'Brien, que cumplía una sentencia de prisión por intentar secuestrar a una mujer de Oil City en 1995, coincidió con una muestra de ADN seminal encontrada en el cuerpo de Howe en pruebas realizadas por el laboratorio del FBI. en Washington D. C., O'Brien no había sido sospechoso antes, ya que los investigadores creyeron erróneamente que estaba en la cárcel en el momento del ataque, y ninguno de los hermanos encajaba en la descripción del testigo presencial.
La revelación del ADN intensificó la investigación, con una mayor presencia en el área por parte del FBI y la Policía Estatal de Pensilvania, con esta última registrando la casa de Eldred "Ted" Walker, quien dijo que pudo haber abierto su casa a algunas personas "realmente malas" una vez, que pudieron haber hecho "algo repugnante". Uno de los primeros sospechosos, Walker y uno de sus vehículos se parecían a los proporcionados por el testigo, pero la investigación en ese momento se estancó porque su ADN no coincidía.

## Juicio
En septiembre de 2006, Walker, como parte de un acuerdo con la fiscalía, se declaró culpable de secuestro y asesinato en tercer grado y accedió a testificar contra los hermanos O'Brien. En la corte, admitió haber atrapado a Howe y pasársela a los O'Brien que esperaban en un auto estacionado y el motivo del hecho era para hacer un broma pesada a las autoridades. También admitió saber que los hermanos estaban arriba en su casa con la niña cuando la escuchó llorar. Él, sin embargo, negó cualquier participación en su muerte. En octubre, cuando terminó el juicio, los hermanos fueron declarados culpables de secuestro, asociación ilícita y asesinato en segundo y tercer grado, pero fueron absueltos de los cargos de asesinato en primer grado y violación.

## Legado
Tras el asesinato de Howe, la alcaldía de Oil City votó a favor de prohibir el truco o trato nocturno en Halloween. La prohibición se mantuvo vigente durante 15 años, antes de ser levantada a tiempo para el Halloween de 2008.

## Enlaces
- Esta obra contiene una traducción  derivada de «Murder of Shauna Howe» de Wikipedia en inglés, publicada por sus editores bajo la Licencia de documentación libre de GNU y la Licencia Creative Commons Atribución-CompartirIgual 4.0 Internacional.